# Official Albums Chart
Official Albums Chart (anteriormente, UK Albums Chart) es una lista de álbumes clasificados por sus ventas físicas y digitales y por streaming (desde marzo de 2015) en el Reino Unido. Fue publicada por primera vez el 22 de julio de 1956 y es recopilado semanalmente por Official Charts Company (OCC) los viernes de cada semana (anteriormente los domingos). La lista de los cinco álbumes más vendidos es emitida en la BBC Radio, mientras que el top 75 aparece en la revista Music Week y la lista completa en la web de OCC.
Para calificar los discos en la UK Albums Chart, el álbum debe tener una duración y un precio determinados: debe tener más de tres canciones o de veinte minutos de duración y no estar clasificado como un álbum de bajo precio (entre £0.50 y £3.75). Además, varias compilaciones de artistas, que hasta enero de 1989 fueron incluidos en la lista principal, ahora se clasifican por separado en una lista de recopilatorios. Cuando se llega al número 1 en esta lista, se le entrega a un artista un trofeo con el logo de las listas que consiste en dos flechas señalando en sentido opuesto y cuyas formas en el medio forman un 1: el trofeo de álbumes es dorado.